# Canal de Crimea del Norte

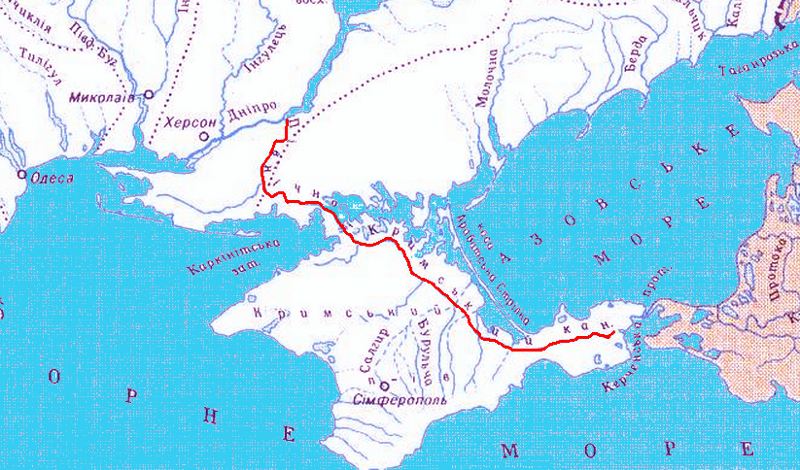
Canal de Crimea del Norte que conecta el río Dniéper desde el embalse de la central de Kajovka hasta el este de la península de Crimea.

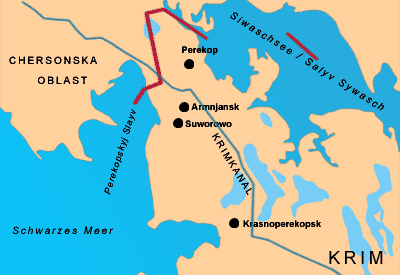
Mapa que detalla el franqueo del istmo de Perekop por el canal.

El canal de Crimea del Norte (ucraniano: Північно-Кримський канал, tr.: Pivnichno-Krimski kanal; ruso: Северо-Крымский канал, tr.: Sévero-Krymski kanal) es un canal de Ucrania, que une el río Dniéper con Crimea (que ha sido anexada a Rusia desde marzo de 2014). Se usa para el riego de las tierras bajas del mar Negro y para proveer de agua a Crimea.

## Características
La longitud del canal es de 402,6 km y su caudal máximo al salir del embalse de la central de Kajovka es de 294 m³/s. Mueven cada año 3.500 millones de metros cúbicos de agua. El canal alimenta 10 761,1 km de canales secundarios, veintidós embalses y 857 estanques. Una potente estación de bombeo en las proximidades de Dzhankoy eleva el agua del canal. En total, más de un centenar de estaciones son necesarias para mantener la actividad de riego. La superficie regada alcanza alrededor de 400.000 ha, mientras que en 1937 solamente se regaban en la región 34.500 ha. Este sistema es el más vasto y complejo de Europa.
El canal proporciona el 85% del agua consumida en Crimea. Otros embalses reciben el agua del Dniéper. El principal es el de Megornoie, con una capacidad de 50 millones de metros cúbicos, que abastece a las ciudades de Simferópol y Sebastopol. Los embalses de Feodonskoie, Léninskoie, Zelenoiárskoie y Kérchenkoie sirven a la provisión de agua de Kerch, Feodosia y Sudak. El embalse de Kerch tiene una capacidad de 24 millones de metros cúbicos. Las bombas de agua elevan el agua 53 m.

## Historia
El canal fue construido entre 1961 y 1971, luego de haber pasado la península de Crimea a formar parte de la RSS de Ucrania en 1954. Precisamente la imposibilidad de suministrar agua a la península desde la RSFS de Rusia fue uno de los motivos expuestos por ésta para que la península pasara a formar parte de la RSS de Ucrania. Parte del embalse de Kajovka, inmediatamente encima de la presa 
de Kajovka construida en 1956 en el Dniéper. Franquea el istmo de Perekop para abastecer a la ciudad de Kerch, en el extremo oriental de la península de Crimea. En los últimos kilómetros, del pueblo de Zeleni Yar a Kerch, el canal se emboca en unos tubos de acero de gran diámetro.
Después de la disolución de la Unión Soviética, el mantenimiento de este vasto sistema de irrigación ha sido víctima de negligencia y sus estadísticas han bajado. En 2006, fue lanzado un proyecto de reconstrucción del canal principal, gracias a la financiación del Banco Mundial.

### Crisis de Crimea
Hacia fines de abril de 2014, tras la anexión de Crimea y Sebastopol a Rusia en el contexto de la crisis de Crimea de 2014, la península de Crimea estaba sufriendo problemas con el suministro de agua potable, ya que el gobierno ucraniano había restringido el suministro en el canal de Crimea del Norte. La agricultura fue el sector más afectado. Según los medios, el gobierno ucraniano estaba planeando cerrar completamente las esclusas del canal que une la península con el cauce del río Dniéper, afirmando que la administración del canal «no ha recibido unas propuestas concretas de las autoridades de Crimea» sobre la deuda de 150.000 dólares. El ministerio de Agricultura de Rusia ofreció un nuevo contrato con Ucrania para mantener el suministro de agua, pero la propuesta no fue aceptada. Se estima una pérdida de 120.000 hectáreas de los cultivos de regadío, constituyendo un daño de hasta 140 millones de dólares.
Hacia principios de mayo de 2014, se notificó que el gobierno de Ucrania comenzó la construcción de un dique en el canal de Crimea del Norte, cerca de localidad de Kalanchak en la región de Jersón, el cual «cerraría completamente el suministro de agua a la península de Crimea». Las autoridades ucranianas dijeron que construían «un punto tecnológico de control del agua» para la península. El presidente del óblast de Jersón, Yuri Odarchenko, dijo que el punto de control «permitirá tecnológicamente, hasta casi un litro, contar exactamente el agua que podría ser suministrada a Crimea».
Los militares rusos anunciaron entonces las obras para una red de 125 kilómetros de tuberías por Crimea para el suministro de agua potable. El 13 de mayo, la Agencia de Recursos Hidráulicos de Ucrania asumió la responsabilidad por la suspensión del suministro. Un camión cisterna lleva el agua hacia varios poblados de la península afectados.
Según datos recopilados por el think tank Jamestown Foundation, las tierras de regadío en Crimea cubrían 400.000 hectáreas durante el período soviético. Bajo el gobierno ucraniano, antes de la anexión de 2014, esa superficie había disminuido hasta 140.000 hectáreas. Después de que Ucrania cerrara el canal que conecta Nueva Kajovka con Crimea, la superficie de regadío se hundió hasta 17.000 hectáreas en 2014, 10.000 hectáreas en 2015, manteniéndose en 17.000 hectáreas en 2018. Crimea dejó de producir arroz y disminuyó de forma drástica los cultivos de maíz y soja. Sus exportaciones agrícolas se hundieron en tres años de 75 millones anuales a menos de 6 millones, y en 2020 grandes ciudades como Simferopol racionaron su uso a tres horas por la mañana y tres horas por la tarde.
Las autoridades rusas excavaron pozos que terminaron provocando una salinización masiva del suelo, que destruyó terrenos cultivables. Los proyectos para realizar canalizaciones desde Rusia se consideraron inviables, y la construcción de plantas desalinizadoras no prosperó por su alto coste económico.
En julio de 2021, la Fiscalía General de Rusia presentó una serie de denuncias de derechos humanos ante el Tribunal Europeo de Derechos Humanos entre las que incluyó el hecho de que Ucrania había bloqueado el canal de Crimea del Norte, que suministra agua dulce a Crimea.
Ante esta emergencia, uno de los primeros objetivos de la invasión rusa iniciada el 24 de febrero de 2022 fue llegar hasta Nueva Kajovka, donde nace el canal, para volar los obstáculos construidos por Ucrania para que el agua del Dnieper volviese a fluir hasta Crimea.